# Ba năm không chung thủy
Ba năm không chung thủy (3年目の浮気/ さんねんめのうわき) là ca khúc đầu tay của nhóm nhạc Hiroshi & Keybo, bài hát do Tsutomu Sasaki viết lời, và do Nobuyuki Kaniwa soạn nhạc.
Bài hát đã dành vị trí số 1 trên bảng xếp hạng Oricon trong 3 tuần liên tiếp và bán được 736.000 bản.

## Nội dung
- Đây là một bài hát song ca nam nữ.
- Bài hát thể hiện một cuộc nói chuyện hài hước giữa một người đàn ông không chung thủy và sự chỉ trích của người phụ nữ.

## Bài hát tiếp theo
"Thảm họa năm thứ năm" trong đĩa đơn thứ hai của Hiroshi & Keyboard là phần tiếp theo của bài hát này.